# Cychry (województwo mazowieckie)
Cychry – wieś sołecka w Polsce położona w województwie mazowieckim, w powiecie grójeckim, w gminie Pniewy.
W latach 1975–1998 miejscowość administracyjnie należała do województwa radomskiego.
Wieś położona jest w dolinie rzeki Jeziorka. Średnia wysokość wynosi 176 metrów n.p.m.